# Waraha
Waraha (Dzik) – postać boga Wisznu.

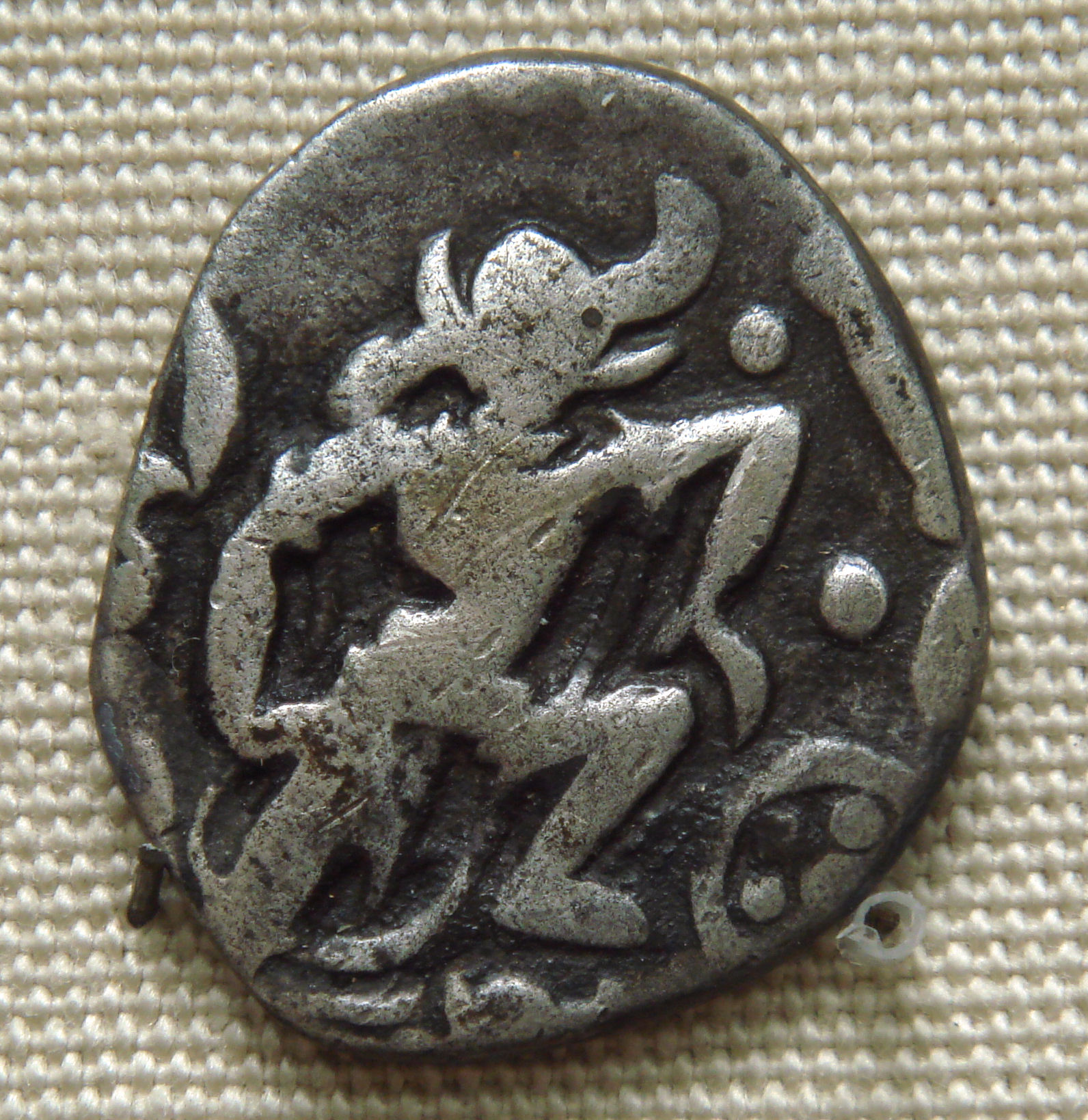
Waraha na monecie Pratiharów 850-900 n.e.

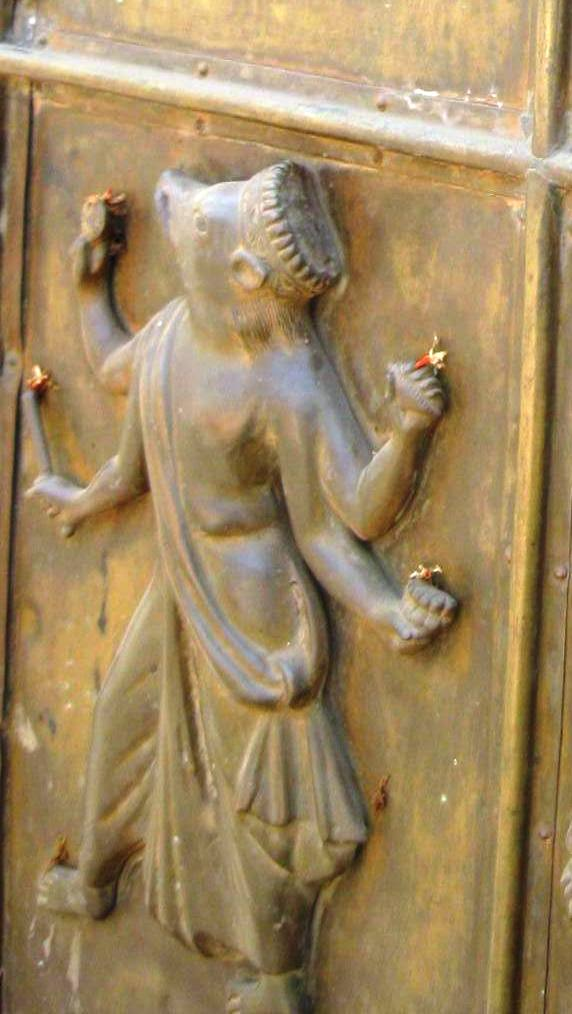
Waraha na mosiężnym rydwanie Searsole Rajbari, Zachodni Bengal, Indie

Demon Hiranjaksza (sanskryt: हिरण्‍याक्ष), bliźniaczy brat Hiranjakaśipu na powrót pogrążył świat w odmętach kosmicznego oceanu. Wisznu, pod postacią dzika, wydobył ziemię z jego dna na własnym kle, zaś podstępnego asurę zgładził. 
Dzik w pradawnych kultach kojarzony był z mężem ziemi, który orze ją – zapładnia swymi kłami. Jest panem deszczu, zaś jego kły to błyskawice. Stanowił dar dla swej żony – ziemi, dlatego też Warahę utożsamia się z ofiarą. Do dziś zresztą jest zwierzęciem poświęcanym bóstwom żeńskim.